# Homalotheciella
Homalotheciella là một chi rêu trong họ Brachytheciaceae.